# ОШ „Веља Герасимовић” Венчани
ОШ „Веља Герасимовић” Венчани, насељеном месту на територији општине Аранђеловац је државна установа основног образовања.
Школа је основана 1850. године. Садашња зграда школе изграђена је 1968. године. Поред матичне школе постоји и издвојено одељење у месту Тулеж.